# Ель
Ель (англ. ale) — вид пива, що вариться із ячмінного солоду з використанням пивних дріжджів верхового бродіння. Поширений передовсім у Великій Британії, країнах Співдружності націй, Ірландії, США та Бельгії.

## Етимологія
Слово ale походить від давн-англ. ealu, ealo, яке вважається похідним від прагерм. *alu, що, своєю чергою, сходить до пра-і.є. *h₂elut- («пиво»). Споріднене з лат. alum («живокіст»), alumen («галун»), alūta («вичинена шкіра»), дав.-гр. ἀλύδοιμος («гіркий»), лит. alùs, прасл. *elъ, *olъ («пиво»), староцерк.-слов. олъ, заст. словен. ól («пиво»), можливо також з укр. їлкий.

## Особливості
До кінця XVIII століття ель варили без додавання хмелю. Сучасний ель зазвичай варять із хмелем з води, багатої на сульфат кальцію, при температурі вищій, ніж найбільш розповсюджений сорт пива — лагер.
Ель має насичений солодкуватий фруктовий смак. Процент алкоголю варіюється від 3 % легкого елю до 8-12 %% темного ячмінного вина).

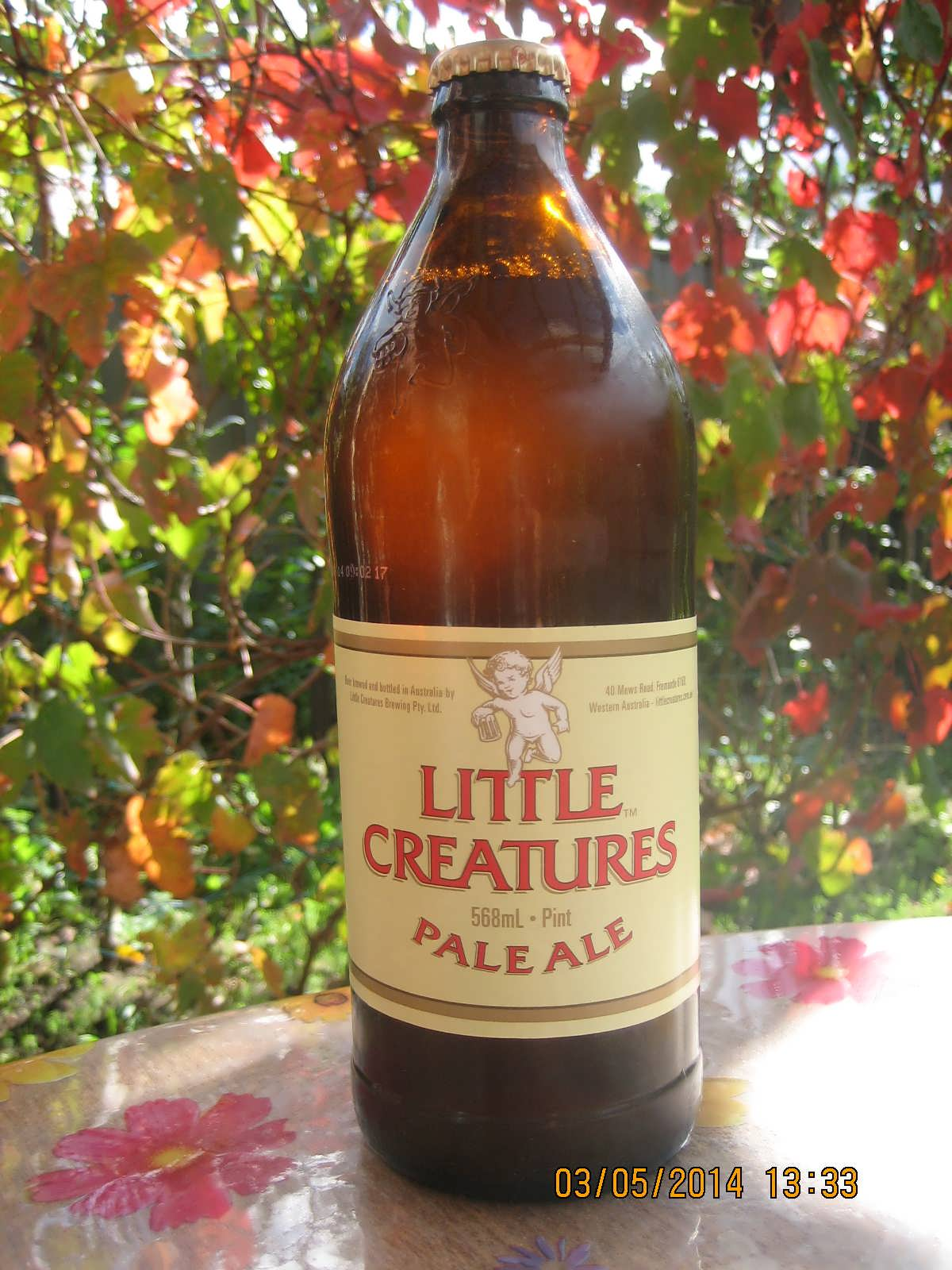
Пляшка світлого елю

## Сорти
- Легкий (м'який) ель (англ. Mild ale[en]) — слабоалкогольний ель з м'яким солодовим смаком, з вмістом алкоголю від 3 % до 3,6 %.
- Світлий (блідий) ель (англ. Pale ale[en]) — найпопулярніший вид елю, виготовлений на основі світлого солоду, найпопулярнішими різновидами є:
  - Біттер (гіркий ель) (англ. Bitter) — світлий ель з відносно великим вмістом хмелю, що надає йому певної гіркоти в смаку. При цьому домінує солодова складова.
  - Блонд (світлий ель) (англ. Blonde) — світлий ель, виготовлений на основі кришталево прозорого солоду (англ. Crystal malt).
  - Бурштиновий ель (англ. Amber ale) — світлий ель бурштинового кольору.
  - Червоний ель (англ. Red ale) — світлий ель червонуватого кольору, подібний за смаком до біттера, походить з Ірландії.
  - Індійський світлий ель (англ. India Pale Ale або IPA) — світлий легкий ель подібний до біттера, який спочатку вироблявся спеціально для експорту в Індію.
- Золотий ель (англ. Golden ale) — новий сорт елю, подібний до світлого елю, світло-золотистого кольору.
- Напівтемний (коричневий) ель (англ. англ. Brown ale) — ель із забарвленням від темно-бурштинового до коричневого.
- Ячмінне вино (англ. Barley wine[en]) — дуже міцний, до 12 % алкоголю, темний ель.

## Україна
В Україні елі виробляються в малих обсягах. Згідно з Пивним рейтингом (англ. RateBeer), до п'ятдесяти найкращих пив України станом на травень 2014 року потрапили лише три елі: Трапезне від пиво-безалкогольного комбінату Радомишль, Rodbrau Gold від мініпивзаводу в селі Пірнове та Пиво Мужності Індійської від Королівської Пивоварні у Львові.